# Liste von Automuseen in Estland

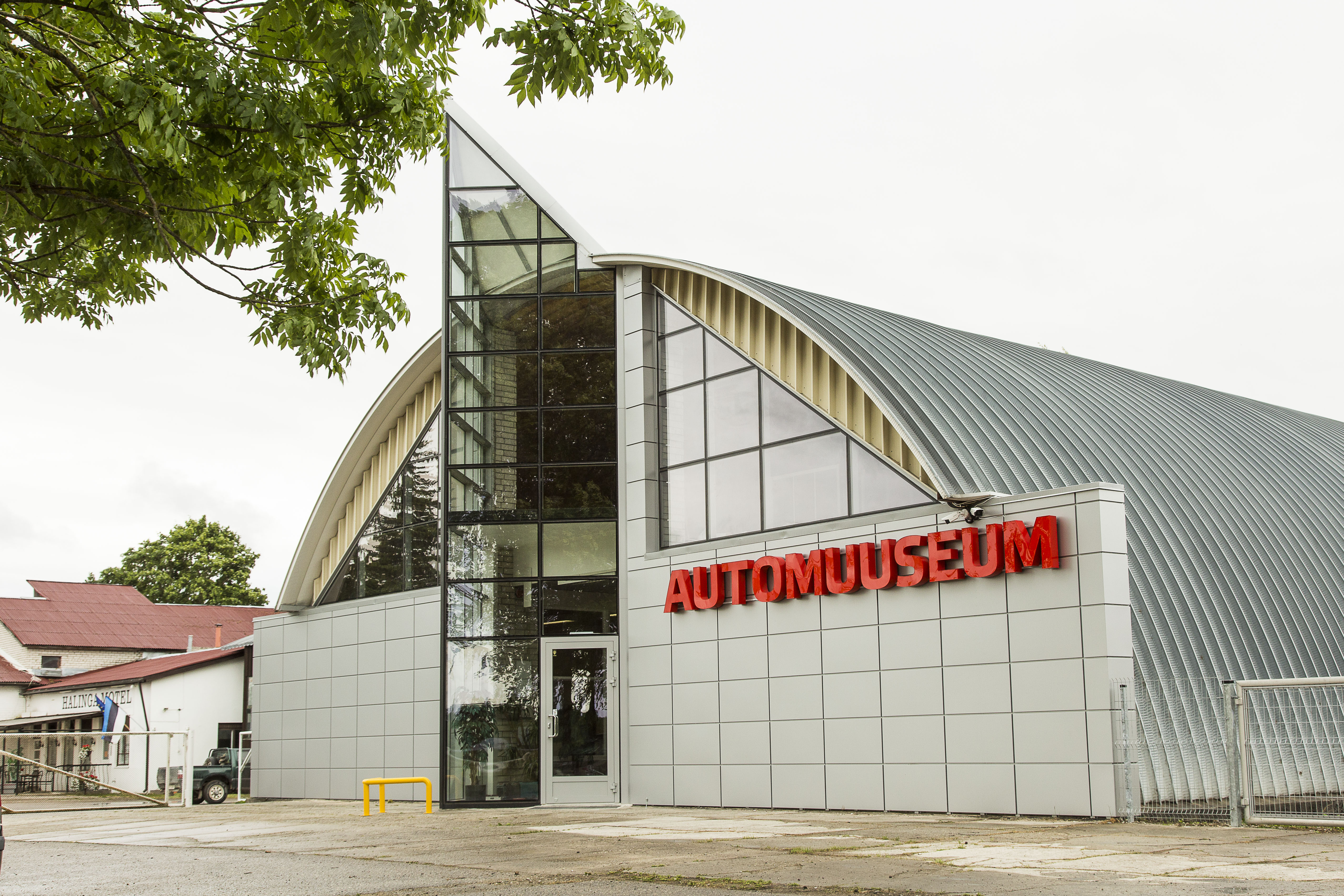
Tallinna Automuuseum in Halinga

Diese Liste von Automuseen in Estland listet Automuseen in Estland auf. Darunter befinden sich große öffentliche Museen mit festen Öffnungszeiten ebenso wie kleine Privatsammlungen, die teilweise nur nach Vereinbarung geöffnet sind. Daneben gibt es Technikmuseen und andere Museen, die nebenbei ein paar Autos ausstellen.

## Tabellarische Übersicht
Die Tabelle ist absteigend nach der Anzahl der ausgestellten Personenkraftwagen sortiert, und bei gleicher Anzahl alphabetisch aufsteigend nach Ort. In der Spalte Stand ist das Jahr angegeben, auf das sich die Angaben Anzahl ausgestellter Pkw und Besondere Pkw beziehen. Die Auflistung in der Spalte Besonderheiten erfolgt alphabetisch.
| Name des Museums                  | Ort         | Beschreibung                                                          | Anzahl ausgestellter Pkw | Stand | Besondere Pkw |
| --------------------------------- | ----------- | --------------------------------------------------------------------- | ------------------------ | ----- | --- |
| Tallinna Automuuseum MTÜ          | Halinga     | Autos und Motorräder, Schwerpunkt sowjetische Fahrzeuge               | 64                       | 2019  | Adler Trumpf Junior, Chevrolet Independence, GAZ-12 ZIM, GAZ-13 Tschaika, GAZ-14 Tschaika, GAZ-M20 Pobeda, GAZ M-21 Wolga, GAZ-24 Wolga, mehrere Isch, Lada und Moskwitsch, Packard 120 1940, Rambler Classic 660, SAS-965, SAS-966, SAS-968M und SMS SZA |
| Järva-Jaani vanatehnika varjupaik | Järva-Jaani | Freiluftmuseum mit Kraftfahrzeugen, Schwerpunkt sowjetischer Herkunft | 63                       | 2019  | DAF 32, GAZ-M20 Pobeda, GAZ M-21 Wolga, GAZ-24 Wolga, mehrere Isch und Lada, Lincoln-Zephyr, Meyra, mehrere Moskwitsch, SAS-965, SAS-968, SAS-968M und VW Taro                                                                                            |
| Momu Mootorispordi Muuseum        | Turba       | Autos und Motorräder, Schwerpunkt sowjetische Fahrzeuge               | 47                       | 2019  | BMW M1, Bohse, GAZ-13 Tschaika, GAZ-14 Tschaika, Isch, mehrere Lada, Mitsubishi Lancer, mehrere Moskwitsch, Rex, SMS SZA-M, Subaru Impreza, UAS und Volvo 240                                                                                             |
| Laitse Rally Park                 | Hingu       | Rennstrecke mit Fahrzeugsammlung                                      | 45                       | 2019  | BMW Z3, Ford Modell A und Modell T, GAZ-12 ZIM, Isch, mehrere Lada und Moskwitsch, SAS-965, SAS-966 und SAS-968M, Whippet und Willys-Knight |
| Eesti Maanteemuuseum              | Varbuse     | Allgemeines Museum mit sowjetischen Fahrzeugen                        | 12                       | 2019  | Citroën Traction Avant, GAZ-M20 Pobeda, GAZ-24 Wolga, Lada-2101 und Moskwitsch-403 |
| Kirsi Muuseum Virtsus             | Virtsu      | Autos                                                                 | 12                       | 2019  | Argus, BMW 3/15, Elite, Fiat 502, Fiberfab FT Bonito, Peugeot Typ 172, Rolls-Royce Silver Cloud und Unic |
| Eesti Vanatehnika Muuseum         | Tallinn     | Technikmuseum mit Autos, Besuch nur nach Vereinbarung                 |                          |       | |